# Prąd stały

Rodzaje zmienności prądu

Prąd stały (ang. direct current, DC) – prąd charakteryzujący się stałym zwrotem oraz kierunkiem przepływu ładunków elektrycznych, w odróżnieniu od prądu zmiennego i przemiennego – (AC, ang. alternating current).
Natężenie prądu nie zależy od rodzaju prądu (AC/DC), lecz od chwilowych warunków w obwodzie elektrycznym.
Zaletą prądu stałego jest to, że w przypadku zasilania takim prądem wartość chwilowa dostarczanej mocy jest stała, co ma duże znaczenie dla wszelkich układów wzmacniania i przetwarzania sygnałów. Większość półprzewodnikowych układów elektronicznych zasilana jest prądem stałym (a przynajmniej napięciem stałym). Główną zaletą takiego rozwiązania jest to, że urządzenia zawierające układy elektroniczne mogą być zasilane bezpośrednio z przenośnych źródeł energii (baterii lub akumulatorów).
Dla urządzeń, które używane są w pobliżu sieciowej energii elektrycznej, stosuje się zasilanie prądem stałym wytwarzanym przez zasilacze sieciowe. W zasilaczu sieciowym napięcie przemienne jest najpierw transformowane na odpowiedni poziom napięcia, prostowane (na przykład za pomocą mostka Graetza) oraz filtrowane, tak aby jego ostateczny przebieg był jak najbardziej zbliżony do wartości stałej.
Moc dowolnego odbiornika w układzie prądu stałego jest obliczana jako:
{\displaystyle P=U\cdot I,}
gdzie:
{\displaystyle P} – moc,
{\displaystyle U} – stałe napięcie elektryczne,
{\displaystyle I} – natężenie stałego prądu elektrycznego.
Z powyższego równania wynika zatem, że tę samą moc (a więc i energię) można przesłać przy różnych wartościach napięcia i prądu. Przepływający prąd stały powoduje powstawanie strat cieplnych w przewodniku, których wartość jest wprost proporcjonalna do kwadratu wartości natężenia prądu. Dlatego też przy układach o wyższej mocy dąży się do zasilania jak najwyższym napięciem, co prowadzi do obniżenia wartości natężenia prądu (dla tej samej wymaganej mocy). Zmiana napięcia przy pomocy transformatora (w przypadku prądu stałego) nie jest możliwa. Obniżenie wartości wymaganego napięcia można wykonać stosunkowo łatwo (np. za pomocą dzielnika napięcia lub diody Zenera), niemniej jednak są to metody stratne. Podwyższenie wartości napięcia praktycznie może być zrealizowane tylko za pomocą uprzedniej zmiany prądu stałego w przemienny, transformację prądu przemiennego, a następnie przetworzenie ponownie na prąd stały. Obecnie elektroniczne układy transformujące prąd stały (zarówno na wartości wyższe, jak i niższe) osiągają duże sprawności powyżej 90%.
Jednym z najpopularniejszych źródeł prądu (napięcia) stałego jest ogniwo (nazwa handlowa: bateria), którego napięcie wyjściowe ma wartość rzędu 1,5 V. W miniaturowych urządzeniach użycie więcej niż 2 (rzadko więcej niż 4) baterii nie jest możliwe z uwagi na ograniczenia gabarytowe. Dostępne napięcie jest więc rzędu 3 V, co czasami jest wartością niewystarczającą. W takim przypadku stosuje się więc opisane powyżej układy transformujące prąd stały. Takie rozwiązanie zastosowano np. w przenośnym komputerze klasy palmtop – Psion 3a.

## Prąd stały w rzeczywistych układach
Termin prąd stały jest pojęciem wyidealizowanym. W rzeczywistości prąd taki zmienia się nieznacznie w czasie. Na przykład bateria lub akumulator ulegają procesowi rozładowania, co powoduje powolny spadek wartości napięcia – nie jest to więc prąd całkowicie stały. Niemniej jednak jego zmienność w czasie jest o wiele wolniejsza niż ma to miejsce dla dowolnego zasilacza – całkowite odfiltrowanie wyższych harmonicznych powstających jako rezultat zasilania o częstotliwości 50 Hz (ewentualnie 60 Hz) nie jest w praktyce możliwe. Stosuje się więc taki rodzaj filtrowania, który prowadzi do praktycznie pomijalnie małych wahań napięcia (dla danej aplikacji).

## Przykłady innych zastosowań
Prąd stały znalazł również szerokie zastosowanie w zasilaniu silników elektrycznych prądu stałego. Prędkość obrotowa takich silników może być regulowana w szerokim zakresie tylko poprzez zmianę wartości napięcia zasilającego. Z uwagi na złożoność konstrukcyjną (uzwojenie wirnika, komutator itp.) silniki prądu stałego są o wiele droższe niż powszechnie stosowane silniki indukcyjne.
W urządzeniach elektronicznych prąd stały stosuje się także do zasilania wszelkiego rodzaju przekaźników. Magnesowanie prądem stałym nie pociąga za sobą powstawania dodatkowych strat mocy na przemagnesowanie materiału magnetycznego rdzenia przekaźnika.
Prąd stały jest również wykorzystywany do przenoszenia energii elektrycznej na duże odległości za pomocą linii wysokiego napięcia prądu stałego, np. łączących systemy energetyczne Polski ze Szwecją (SwePol Link – DC 450 kV) oraz przy przesyłaniu mocy między systemami energetycznymi prądu przemiennego, jak to ma miejsce w systemie połączenia transgranicznego Polski z Litwą, LitPol Link (AC 440/330 kV, DC ±70 kV).